# Letzigrund
Letzigrundⓘ este un stadion din Zürich, Elveția, renovat în 2007, care a găzduit meciuri ale Campionatului European de Fotbal 2008. În anul 2014 a găzduit Campionatele Europene de Atletism.